# Ignis fatuus
Ignis fatuus is het debuutalbum van White Willow, dan nog min of meer een gelegenheidsformatie rond Jacob Holm-Lupo. Het album is opgenomen tussen december 1992 en september 1994 als de heren en dames de gelegenheid hadden muziek op te nemen. Op John Dee’s Lament na zijn alle nummers opgenomen in de Frydenlund Studio in Noorwegen. Ignis fatuus is een lichtverschijnsel dat zich voordoet boven moerassen, waarschijnlijk een gevolg van de gassen die vrijkomen; het betekent tevens Illusie.
Het album leunt sterk op de mysterieuze Noorse volksmuziek, het wordt hier vermengd met rustige progressieve rock en folkrock. In de wat steviger nummers klinken echo’s door van de vroege King Crimson.   

## Nummers
| Nr. | Titel                        | Duur  |
| --- | ---------------------------- | ----- |
| 1.  | Snowfall                     | 6;26  |
| 2.  | Lord of night                | 7:09  |
| 3.  | Song                         | 2:01  |
| 4.  | Ingentig                     | 3:10  |
| 5.  | The offering of the boughs   | 7:12  |
| 6.  | Lines on an autumnal evening | 4:49  |
| 7.  | Now in these fairy lands     | 5:23  |
| 8.  | Piletreet                    | 1:45  |
| 9.  | Till He arrives              | 3:27  |
| 10. | Cryptomenysis                | 11:33 |
| 11. | Signs                        | 2:01  |
| 12. | John Dee’s lament            | 10:56 |

## Musici
- Jan Tariq Rahman - toetsinstrumenten, blokfluiten, kromhoorn, kantele, sitar, baspedalen, basgitaar, zang, elektronica
- Tirill Mohn - viool, klassieke gitaar
- Audun Kjus - dwarsfluit, fluitjes, pipes, bodhrán, vocals
- Sara Trondeal - zang
- Eldrid Johansen - zang
- Jacob C. Holm-Lupo - gitaar
- Alexander Engebretsen – akoestische basgitaar
- The Drummer- slagwerk

met
- Carl Michael Eide - drums op Cryptomenysis
- Steinar Haugerud – contrabas op Lines
- Eivind Opsvik – bas op Ingenting
- Tov Ramstad – cello op Lines
- Erlend M. Saeverud – akoestische gitaar op Fairylands
- Henning Eidem – drums, percussie op Boughs
- Susanna Calvert – akoestische gitaar op Boughs
- Kjell Viig (countertenor), Tond Haakensen (bas), Tor Tveite (countertenor), Terje Krognes (countertenor) - koor op Song